# Миниколонка кортекса
Миниколонка кортекса (или микроколонка кортекса) — вертикальная колонка, проходящая через несколько слоёв коры головного мозга и содержащая 80—120 нейронов (за исключением первичной зрительной коры (V1) приматов, микроколонки которой, как правило, включают вдвое большее число нейронов). Мозг человека содержит примерно 2⋅108 миниколонок. Диаметр миниколонки примерно 28—40 мкм. Миниколонки дифференцируются из прогениторных клеток эмбриона и включают от 2 до 6 цитоархитектонических слоёв коры.
Многие исследователи поддерживают гипотезу существования миниколонок, в особенности В. Маунткасл, а также Д. Буксгевден и М. Ф. Казанова, приведшие убедительные доказательства и пришедшие к заключению о том, что «… миниколонки должны рассматриваться в качестве строгой модели организации коры головного мозга» и «[миниколонки] самые элементарные и устойчивые структуры, посредством которых неокортекс организует свои нейроны и проводящие пути».

## Размеры
Поперечный диаметр миниколонки коры головного мозга человека составляет порядка 40-50 мкм (Mountcastle 1997, Buxhoeveden 2000, 2001); 35-60 мкм (Schlaug, 1995, Buxhoeveden 1996, 2000, 2001); 50 мкм с интервалом 80 мкм (Buldyrev, 2000), или 30 мкм с интервалом 50 мкм (Buxhoeveden, 2000). У других млекопитающих эти размеры могут быть больше, например, диаметр миниколонок стриарной коры макаки (зрительная зона V1) составляет 31 мкм (142 пирамидных нейрона) (Peters, 1994) — 1270 колонок на мм2. В зрительной зоне V1 кошки миниколонки гораздо больше, ~56 мкм (Peters 1991, 1993).
Размеры колонок можно также оценить исходя из площади коры. Так, если принять, что она (оба полушария) составляет 1,27×1011 мкм2, и в ней содержится 2×108 миниколонок, тогда площадь каждой из них 635 мкм2, отсюда диаметр миниколонки 28 мкм. Если площадь коры вдвое больше (как это обычно считается), то и диаметр миниколонки составит большую величину — 40 мкм. Johansson and Lansner произвели сходные расчёты и получили 36 мкм (страница 51, последний абзац).

## Интересные факты
- Все клетки в пределах одной миниколонки связаны с одним и тем же рецептивным полем; смежные миниколонки могут быть связаны с разными рецептивными полями[6].
- Выходящий из таламуса аксон подходит к 100—300 миниколонкам.
- Число волокон мозолистого тела составляет 2–5×108 (Cook 1984, Houzel 1999) — возможно, это как-то связано с числом миниколонок.